# Agromyza anderssoni
Agromyza anderssoni este o specie de muște din genul Agromyza, familia Agromyzidae, descrisă de Spencer în anul 1976.
Este endemică în Sweden. Conform Catalogue of Life specia Agromyza anderssoni nu are subspecii cunoscute.